# David Volach
David Volach (en hébreu דוד וולך), né en 1970 à Jérusalem dans une famille ultra-orthodoxe, est un réalisateur et scénariste israélien.

## Filmographie
- Réalisation : Mon père, mon seigneur (« Hofshat Kaits »), 2007[2] - prix du meilleur film au festival du film de Tribeca 2007

- Intervention dans le documentaire Pork and Milk de Valérie Mréjen